# Damaeus arcticola
Damaeus arcticola är en kvalsterart som först beskrevs av Hammer 1952.  Damaeus arcticola ingår i släktet Damaeus och familjen Damaeidae. Inga underarter finns listade i Catalogue of Life.